# نظام بث كيوتو
نظام بث كيوتو (京都放送 Kyōto Hōsō، KBS) هي محطة تلفزيونية، يقعُ مقرها في كيوتو، اليابان. هي تحملُ اسم تجاري في كيوتو مثل "كي بي سي كيوتو" (KBS京都) وفي شيغا "كي بي سي شيغا " (KBS滋賀)

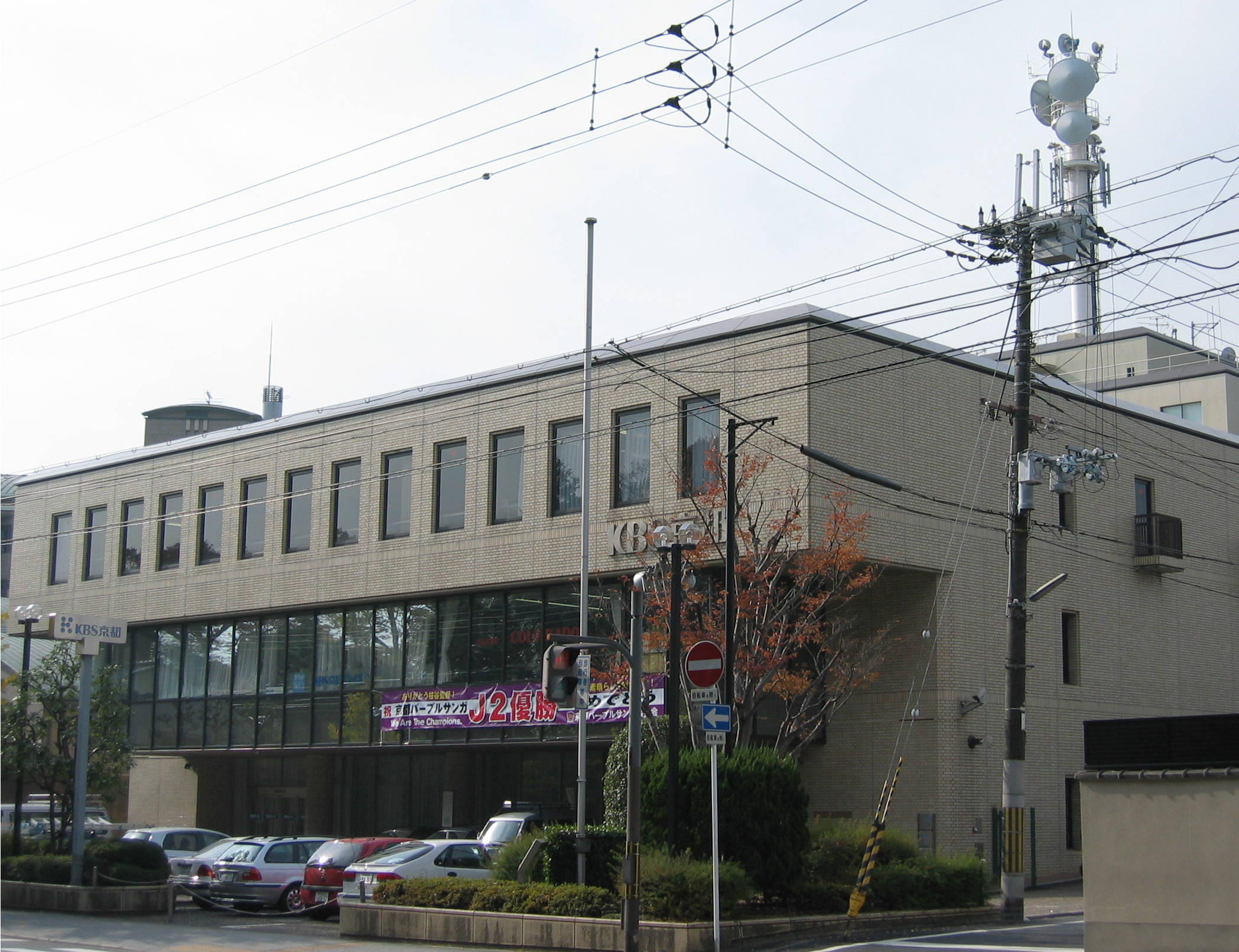
مقر هيئة بث كيوتو في مدينة كيوتو اليابانية

لها محطات إذاعية تخدم كيوتو ومحافظة شيغا وهي عضوة في شبكة الإذاعة الوطنية (NRN). منذ 1 أبريل 2005 كي بي سي تبُثّ التلفزيوني الرقمي في صيغة إي سي دي بي.

## وصلات خارجية
- KBS كيوتو الموقع